# 津川組相談役射殺事件
津川組相談役射殺事件（つがわぐみそうだんやくしゃさつじけん）とは、2008年9月10日に発生した暴力団による殺人事件。

## 事件の概要
2008年9月10日午前2時50分頃、工藤会系津川組相談役（当時66歳）が福岡県中間市の自宅で頭や胸などを拳銃で撃たれ殺害される事件が発生。
2009年9月19日に工藤会系暴力団関係者4人が殺人罪と銃刀法違反で逮捕された。2009年10月9日に津川組幹部と添島組組員を起訴し、残り2人を釈放され後に不起訴処分となった。
殺人罪は、通常では裁判員裁判の対象であるが、2010年12月に福岡地裁は「工藤会は相手が市民でも凶悪事件を組織ぐるみで行う」として裁判員裁判の対象から外す決定をし、裁判員制度開始後初の裁判官だけによる審理となった。
2015年4月に津川組組長を工藤会系暴力団関係者5人が殺人罪と銃刀法違反で逮捕された。同年5月に津川組組長を含めた3人が起訴され、残り2人は釈放され不起訴処分となった。この裁判も裁判員裁判の対象から外れている。

## 裁判
2011年1月26日から公判が開かれた。津川組幹部と添島組組員のいずれも「やっていない」などと起訴内容を全面的に否認し、無罪を主張した。
検察側は「確執があった組長から殺害を指示された」と主張して、津川組幹部に無期懲役、添島組組員に懲役20年を求刑した。一方弁護側は「検察側の立証は間接証拠だけで、直接的な証拠がない」として無罪を主張した。
2011年2月7日、福岡地裁小倉支部は「犯行に関与をしたことは強くうかがわれるが、間接事実を評価しても、犯行にどう関与したかは不明であり、犯罪を犯したと認定できない」として2人に対して無罪判決を言い渡した。これに対し検察は判決を不服として控訴した。
2012年9月21日の控訴審判決で、福岡高裁は、「共犯者をかばうために不自然な供述をしたが、射殺を認めた部分は信用できる」として津川組幹部に一審破棄、無期懲役の判決を言い渡した。添島組組員については「何らかの関与をしたことは強く疑われるが、具体的な役割は不明」として検察側控訴を棄却。
その後、漆島組組員については検察は上告をしなかったため無罪が確定。有罪とされた津川組幹部は上告したが、2013年4月8日の最高裁第三小法廷で上告棄却となり、有罪が確定した。
2016年3月30日、福岡地裁（松藤和博裁判長）は津川組組長と実行犯との連絡役を担当した工藤会幹部に対し、求刑通り懲役20年の判決を言い渡した。
2016年8月22日、津川組組長と津川組幹部の初公判が福岡地裁で開かれ、両被告とも起訴事実を全面的に否認し、津川組組長は「全く事実じゃありません」と述べた。
2016年10月7日、津川組組長に無期懲役、津川組幹部に懲役18年を求刑した。
2016年10月31日、福岡地裁（松藤和博裁判長）は首謀者である津川組組長に対して求刑通り無期懲役の判決を、犯行直前に被害者の居場所を捜すなどの役割を担った津川組幹部に対して懲役15年（求刑:懲役18年）の判決をそれぞれ言い渡した。判決では、津川組組長が首謀者として組員らに殺害を命じたと指摘し、「組織的で計画性が高い。終始犯行を主導し、刑事責任は極めて重い」と述べた。津川組幹部については、被害者の所在を探すなど重要な役割を果たしたものの、「従属的な立場だった」と判断した。共に無罪を主張して控訴した。
2017年7月10日、福岡高裁（鈴木浩美裁判長）で津川組組長と津川組幹部のいずれも控訴が棄却された。判決では「津川組組長から殺害の指示を受けたという別の組員の供述は信用できる」と指摘。事件前に、被害者の居場所を捜す役割だった津川組幹部も犯行の一端を担ったとし、2人の無罪主張を退けた。
2018年1月24日、最高裁第2小法廷（菅野博之裁判長）は津川組組長と津川組幹部のいずれも上告を棄却した。津川組組長の無期懲役と津川組幹部の懲役15年の判決が確定した。